# Hôtel Salleton
L'hôtel Salleton est un édifice français implanté à Périgueux dans le département de la Dordogne, en région Nouvelle-Aquitaine. Il a été édifié aux XVIe et XVIIe siècles.

## Présentation
L'hôtel Salleton se situe en Périgord, au centre du département de la Dordogne, dans le secteur sauvegardé du centre-ville de Périgueux, en rive droite de l'Isle. C'est une propriété privée sise à l'angle du  boulevard Georges Saumande et de l'avenue Daumesnil.
Attenant à la maison des Consuls, il fait partie de l'ensemble dit des maisons des Quais.

## Histoire
La construction de l'hôtel Salleton remonte au XVIe siècle.
Au début du XVIIe siècle, il appartient à la famille Broliodie qui le vend en 1630 à la famille de Salleton.
Son accès pouvait s'effectuer directement depuis l'Isle jusqu'aux années 1860 qui ont vu l'édification de la route impériale 21 de Paris à Barèges (actuel boulevard Georges Saumande).
En 1938, il est inscrit au titre des monuments historiques pour ses façades et toitures.

## Architecture
Côtés rivière et avenue Daumesnil, les façades de style Renaissance des deux logis perpendiculaires présentent de nombreuses fenêtres à meneaux et deux lucarnes à meneau simple, ornées.
Dans l'angle créé par les deux logis se situe une terrasse, ancien élément du rempart qui protégeait au Moyen Âge le pont de Tournepiche.
À l'arrière, un chemin de ronde et des mâchicoulis surplombent la rue du Port de Graule, une étroite ruelle.

## Galerie de photos

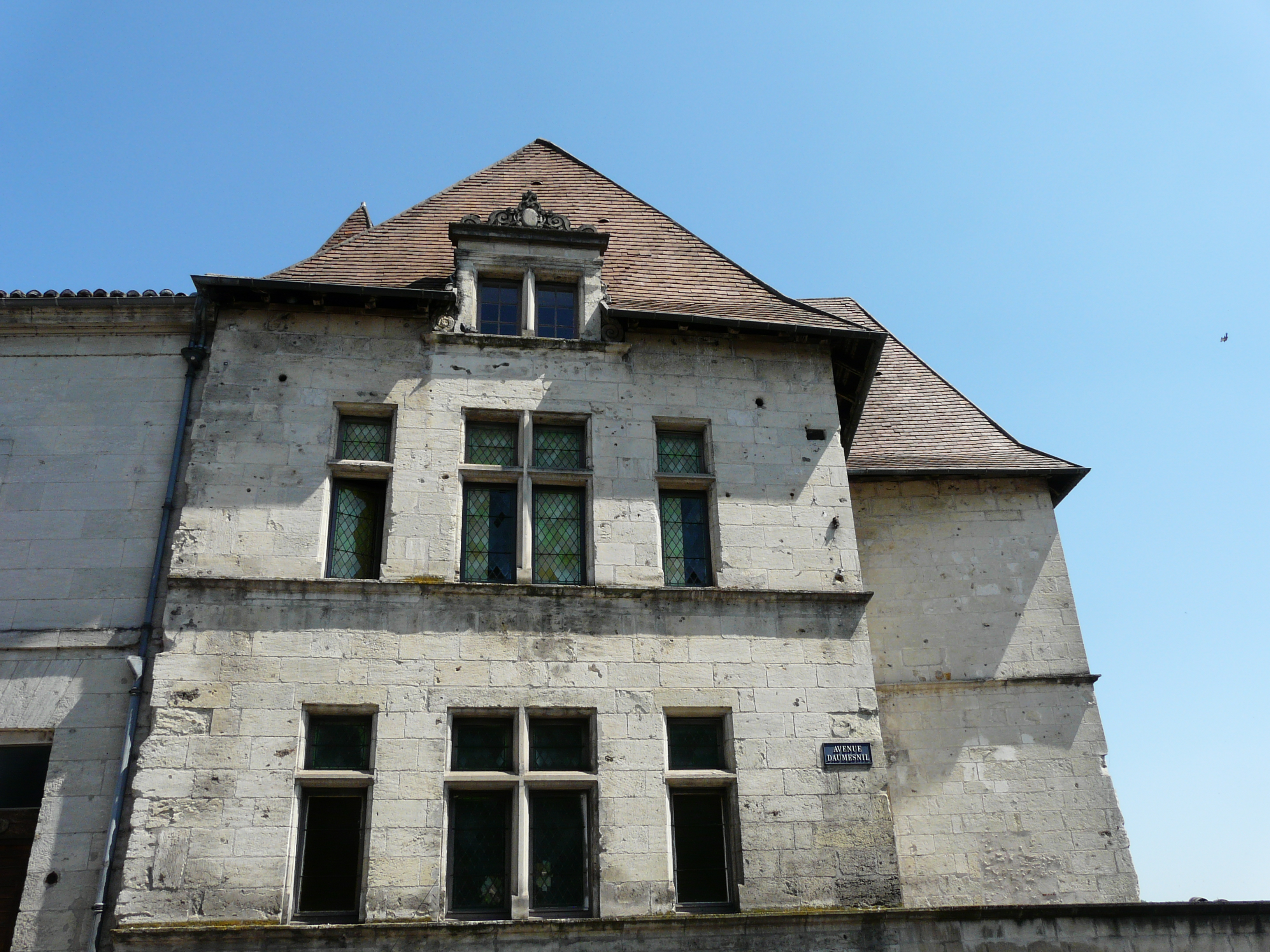
La façade sud-ouest, côté avenue Daumesnil
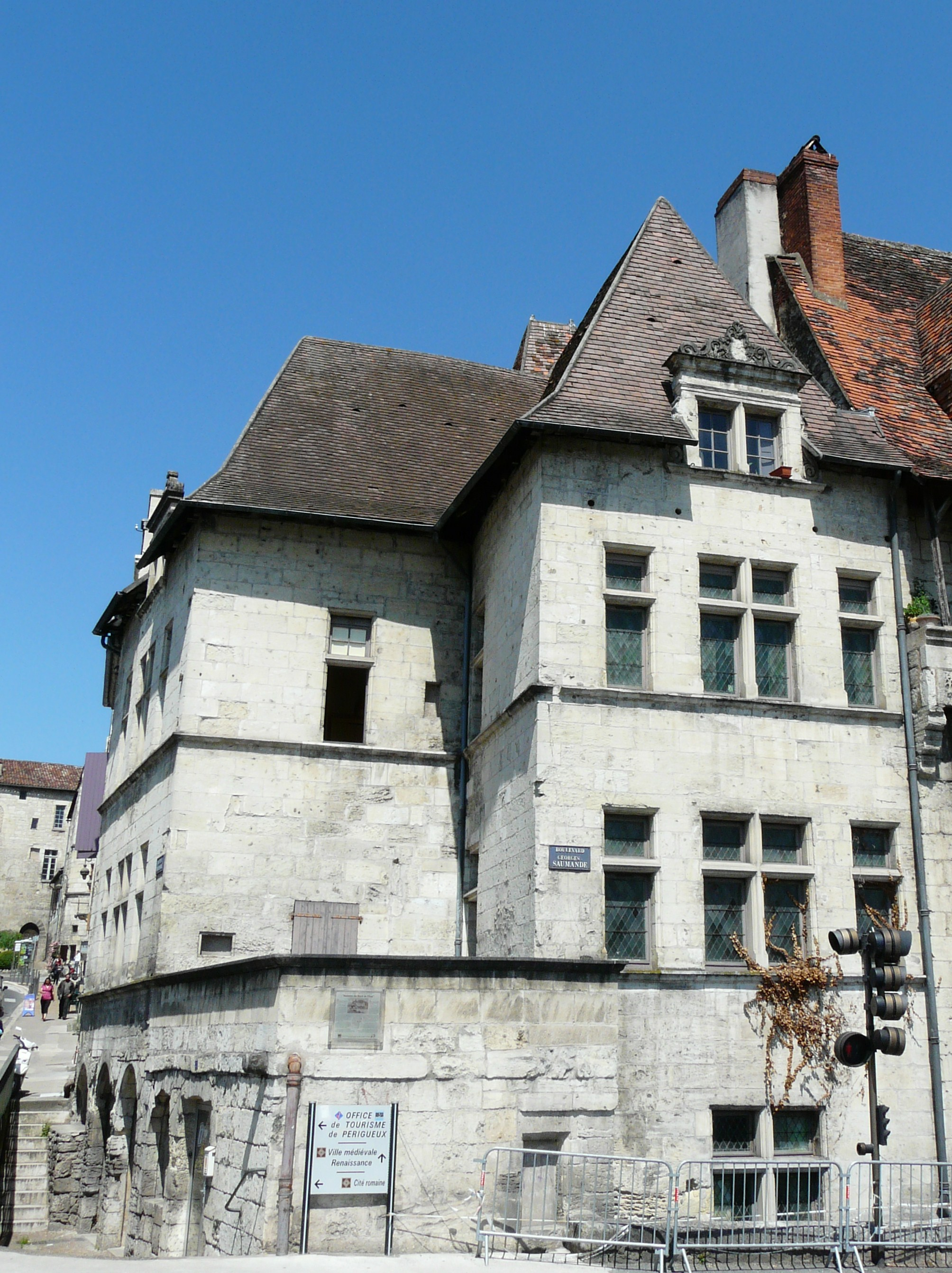
La façade sud-est côté boulevard Georges Saumande
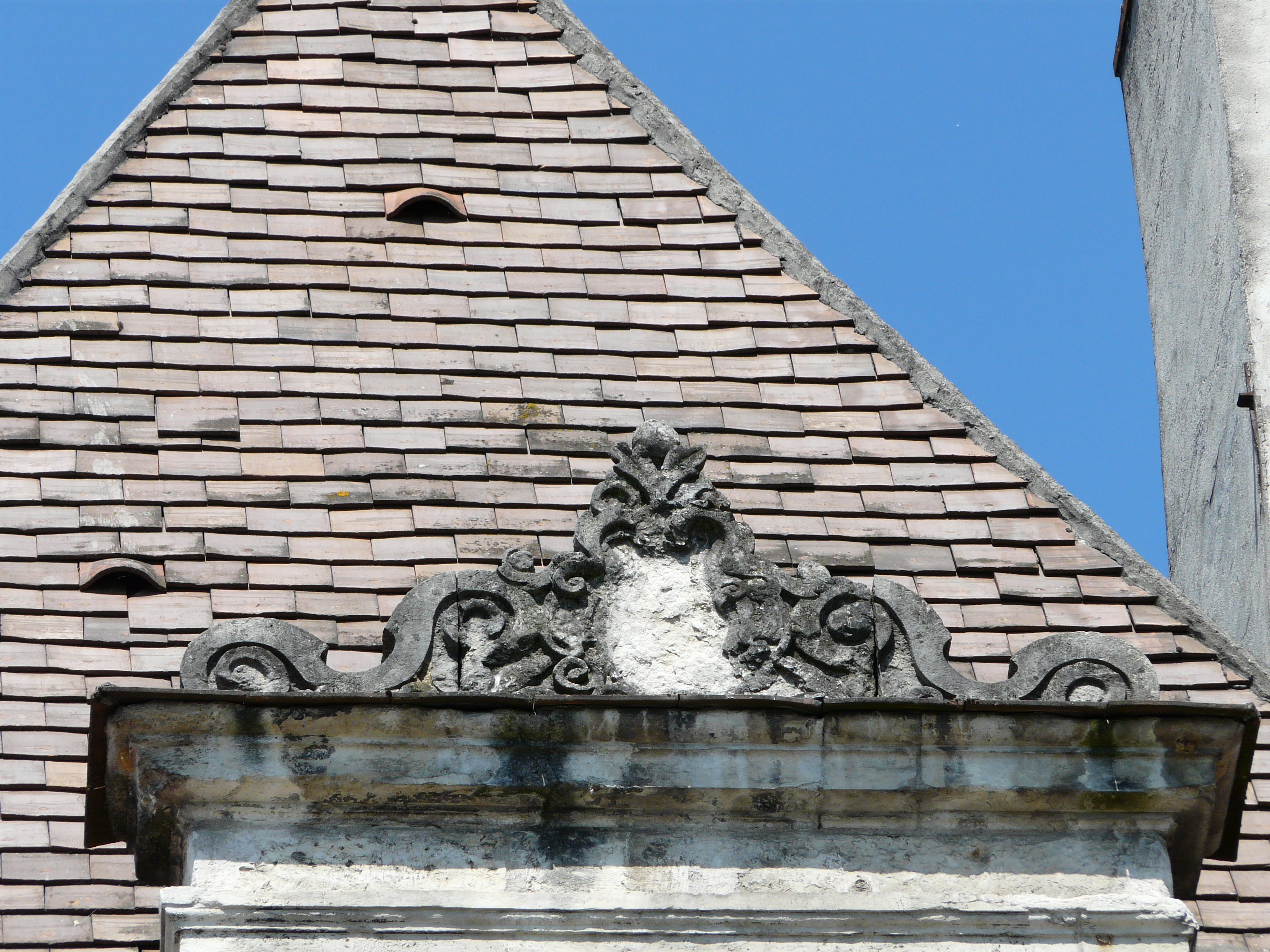
Le haut de la lucarne, côté boulevard Georges Saumande
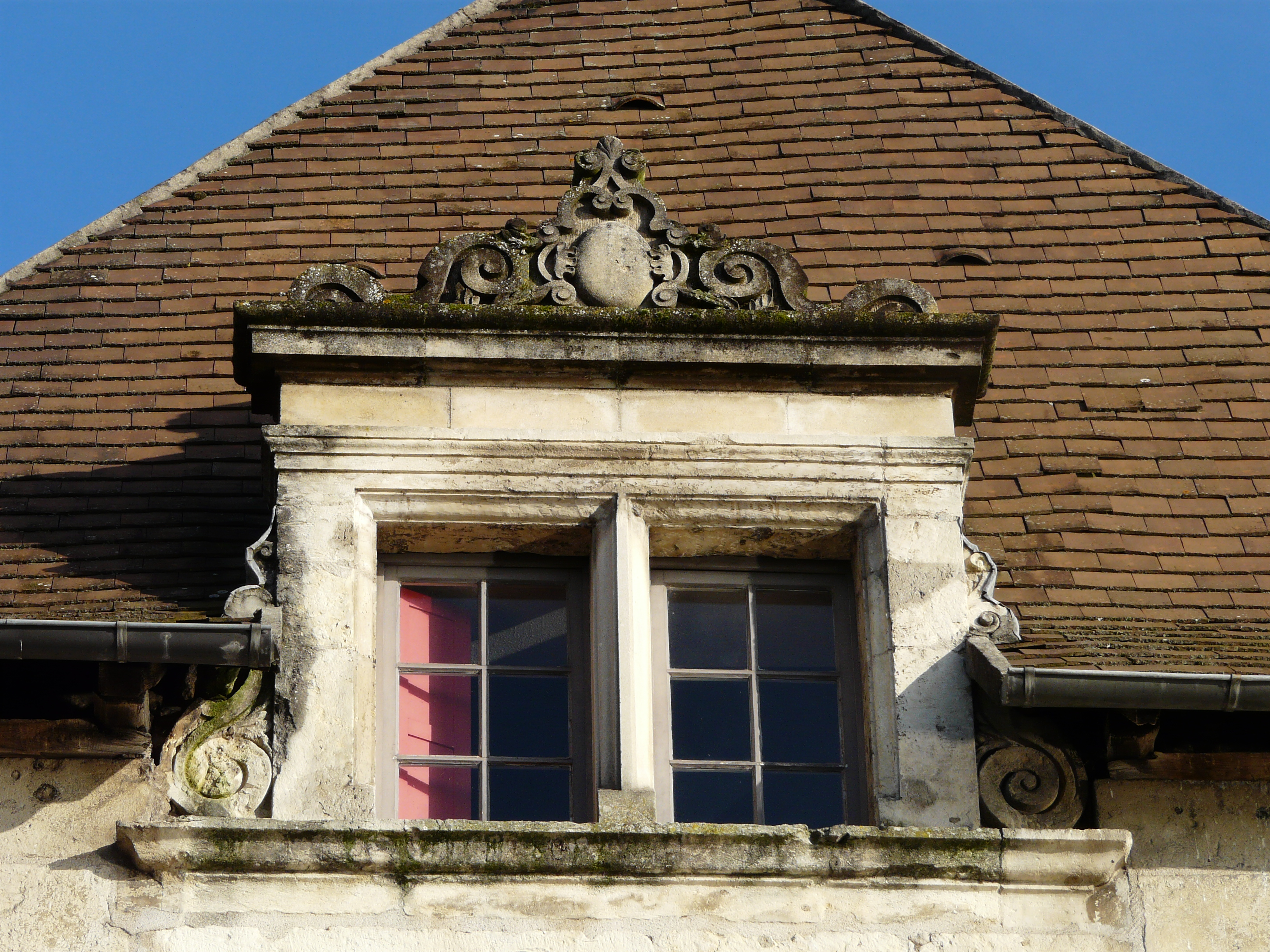
La lucarne, côté avenue Daumesnil
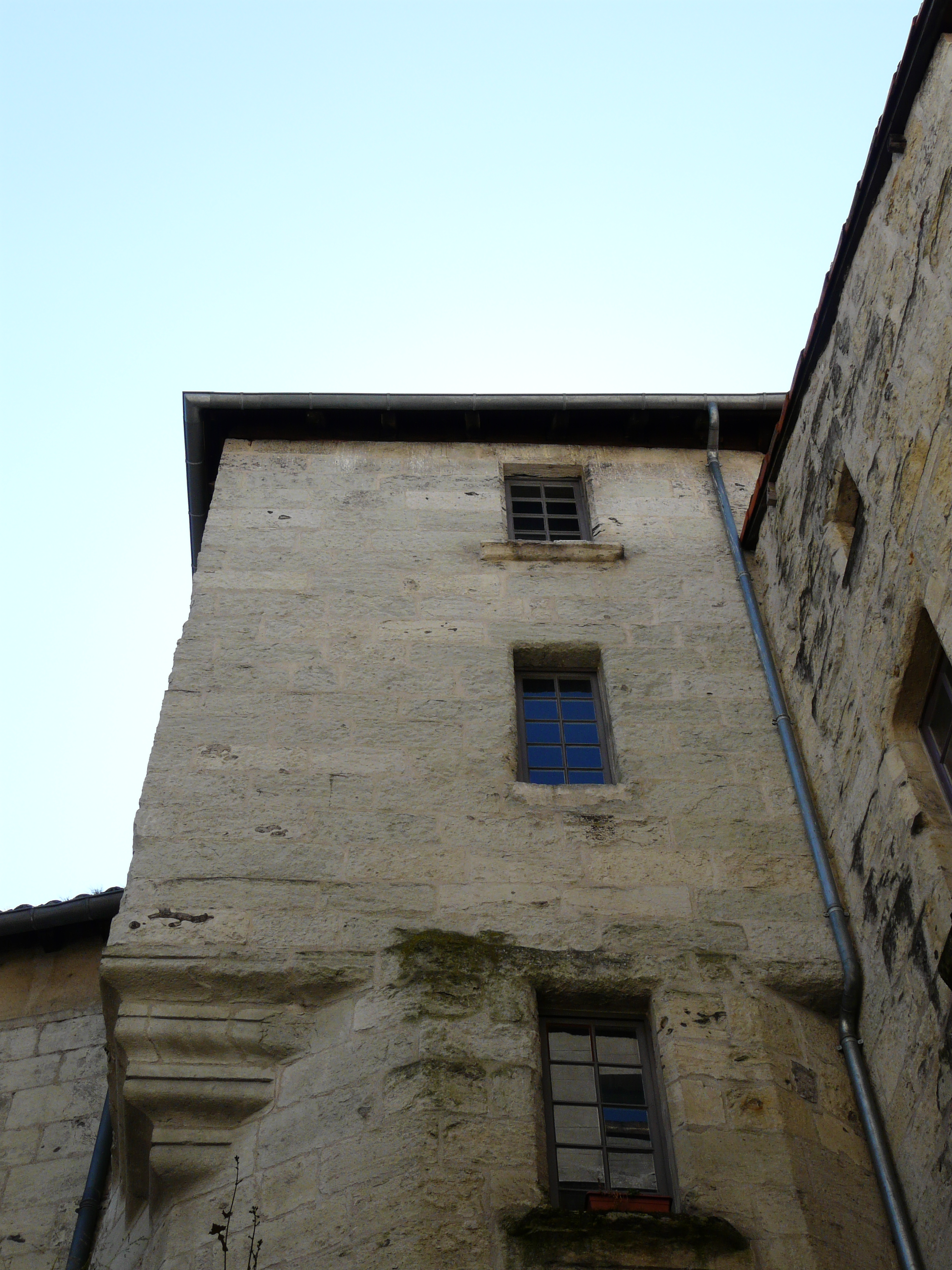
L'arrière, côté rue du Port de Graule
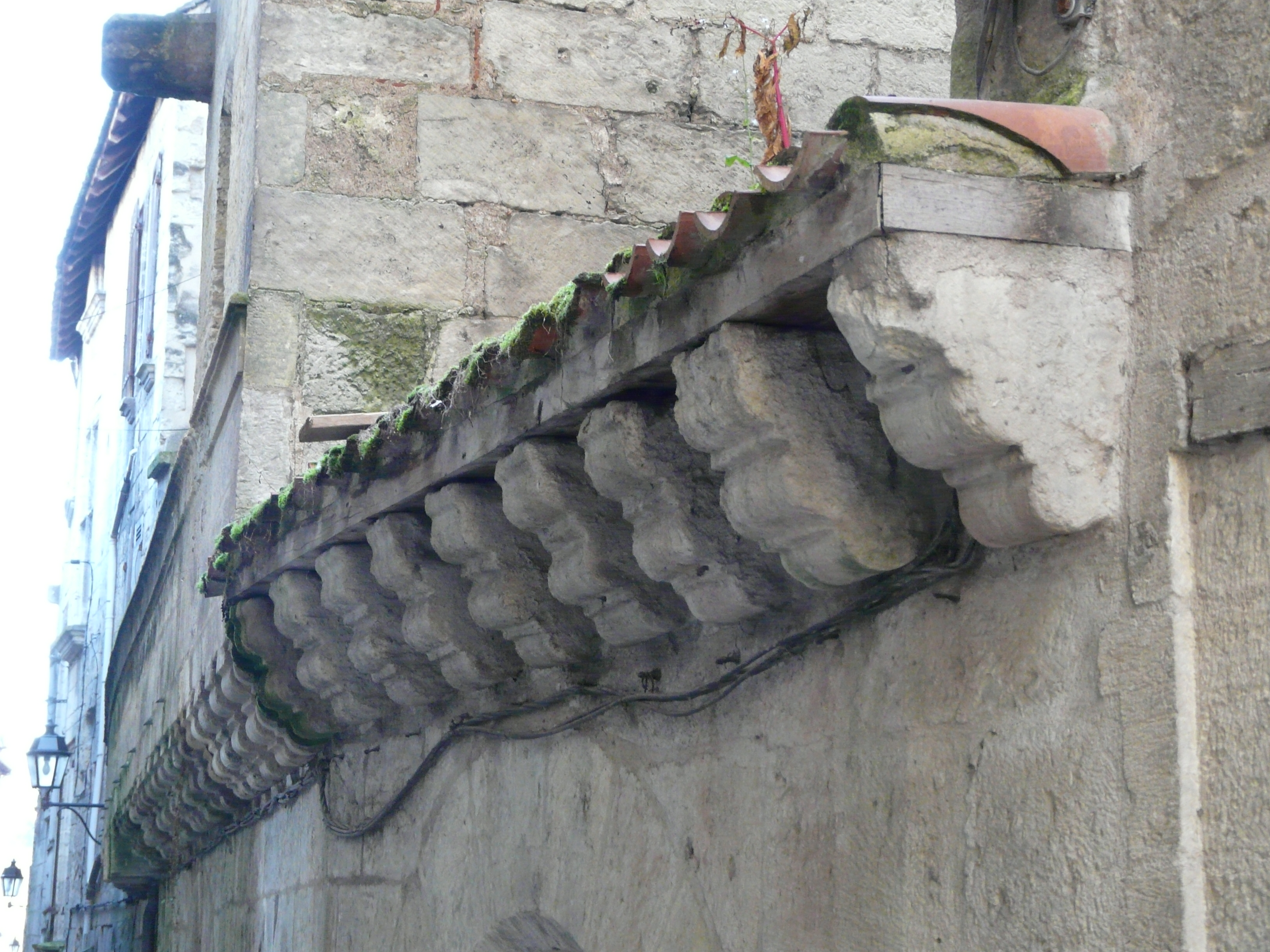
Les mâchicoulis, côté rue du Port de Graule
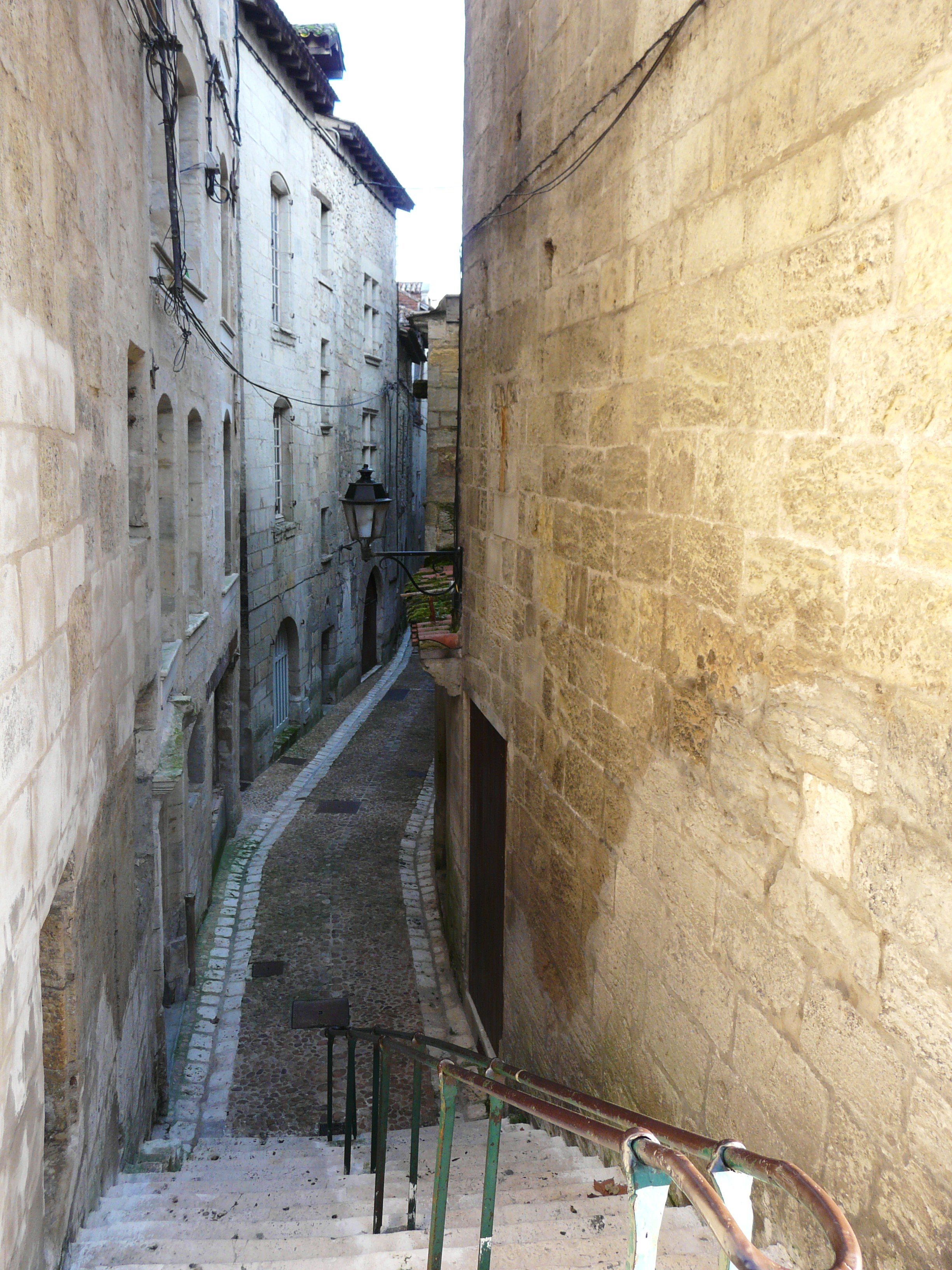
La rue du Port de Graule ; à droite, l'arrière de l'hôtel Salleton.